# Helicopsyche chocoensis
Helicopsyche chocoensis is een schietmot uit de familie Helicopsychidae. De soort komt voor in het Neotropisch gebied.